# Guyana Franceză
Guyana Franceză (în franceză La Guyane și în creolă: lagwiyan) este un departament de peste mări al Franței (département d'outre-mer, prescurtat DOM) situat în Nordul Americii de Sud. Ca toate celelalte DOM-uri, Guyana Franceză este una dintre cele 18 regiuni ale Franței, fiind totodată o parte integrantă a Republicii Franceze și a Uniunii Europene. Este cea mai mică entitate politică din America de Sud și se învecinează cu Oceanul Atlantic la nord, cu Brazilia la est și la sud și cu Surinam-ul la vest (o parte din frontiera cu Surinam-ul este disputată). Ca o curiozitate, frontiera cu Brazilia este cea mai lungă frontieră a Franței cu o lungime de 730 km.

## Geografie

Harta Guianei Franceze

Guyana Franceză poate fi separată în două regiuni geografice: în nord o fâșie de coastă unde locuiește majoritatea populației și o pădure tropicală foarte densă și aproape inaccesibilă în partea centrală și de sud, cu înălțimi ce cresc gradual către frontiera cu Brazilia. Cel mai înalt vârf are 851m și se numește Bellevue de l'Inini. În largul coastelor se găsesc o serie de insule, două arhipelaguri fiind mai importante: Îles de Rémire și Îles du Salut.
Rețeaua hidrografică a Guyanei Franceze este foarte dezvoltată. Barajul Petit-Saut aflat în regiunea de nord formează un lac artificial și o hidrocentrală alăturată produce energia electrică necesară regiunii. O problemă cronică este afluxul de emigranți ilegali și de căutători de aur dinspre Brazilia și Surinam. Granița cu Surinam-ul este formată de râul Maroni care curge prin pădurea tropicală și este dificil de patrulat de către Jandarmeria Franceză. Mineritul ilegal de aur generează poluare, în special cu mercur și este de asemenea cauza alcoolismului ridicat și a numărului mare de cazuri de boli transmisibile pe cale sexuală.
Climatul este climat ecuatorial umed, cu o temperatură medie anuală de 26 °C, ce prezintă variații sezoniere de doar 2 °C. Sezoanele sunt succesiuni de perioade uscate cu perioade umede, existând 4 astfel de succesiuni anuale: un sezon de ploi importante din aprilie în august, un sezon uscat din august în noiembrie, un nou sezon ploios din noiembrie în februarie și un sezon uscat din februarie în aprilie. Acest climat este propice dezvoltării pădurii tropicale ce acoperă 95% din teritoriu.

## Istorie
Înainte de 1492 regiunea Guyanei era populată de numeroase triburi amerindiene, cele mai importante fiind triburile Caribilor. Regiunea a fost descoperită de Cristofor Columb în cel de al treilea voiaj în America în 1498 iar în 1499 și 1500 regiunea este explorată de către spaniolul Vicente Yañez Pinzon. Regiunea guianelor nefiind inclusă în tratatul ce delimita zonele de influență portugheză și spaniolă în America, este locul de instalare al unui grup de coloniști francezi în 1503.
În Secolul XVII au loc numeroase tentative de colonizare, mai mult sau mai puțin reușite. Este debutul perioadei coloniale, noua activitate principală fiind cultura trestiei de zahăr, numeroși sclavi negrii africani fiind aduși pentru a munci pe plantații. Numeroase dispute au loc între francezi, olandezi, britanici și portughezi asupra suveranității și delimitării teritoriului francez. Tentativele de colonizare continuă și în secolul XVIII dar cele mai multe eșuează din cauza lipsei infrastructurilor de primire a colonilor și datorită bolilor tropicale.
În urma Revoluției franceze teritoriul devine loc de deportare al prizonierilor și al deținuților politici. În perioada Războaielor napoleoniene Guyana este ocupată de către portughezi, dar este eliberată odată cu abdicarea lui Napoleon. În urma eliberării sclavilor la jumătatea secolului XIX regiunea duce o lipsă acută de forță de muncă, astfel că, Napoleon al III-lea decide să înceapă o politică de trimitere a deținuților francezi în lagăre de muncă. Regiunea devine astfel celebră datorită condițiilor dure de viață și a procentului foarte mic de supraviețuitori. Un penitenciar din Guyana este locul de detenție al lui Alfred Dreyfus la sfârșitul secolului al XIX-lea. Un alt eveniment important este descoperirea aurului, ce duce la un aflux de imigranți, în special din Antile și la o nouă dispută cu Olanda asupra frontierei teritoriului. Tot pentru sporirea forței de muncă, în regiune sunt aduși numeroși muncitori din Asia de sud sau China.
Începutul secolului XX a adus o nouă goană pentru aur, peste 10.000 de persoane venind în pădurile Guyanei în căutarea prețiosului metal. Un scandal apărut în Franța asupra modului de tratament a deținuților în Guyana duce la închiderea centrelor de detenție în 1953 la sfârșitul celui de-al Doilea Război Mondial. În timpul acestuia, Guyana s-a declarat în favoarea Regimului de la Vichy, trecând de partea forțelor aliate doar în 1943. În 1946 regiunea devine un departament francez iar în 1963, după independența Algeriei se pune problema constuirii unui nou centru spațial francez, pentru a-l înlocui pe cel din deșertul algerian. Guyana este locul în care a fost dezvoltat începând cu 1965 centrul spațial de la Kourou, actualmente principala bază de lansare a programului spațial european.

## Administrație

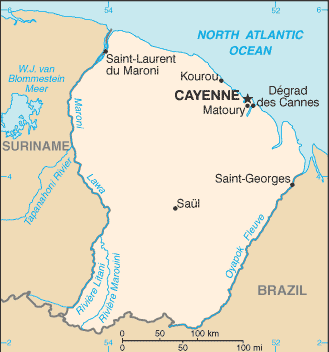
Guyana Franceză

Guyana Franceză este un departament de peste mări francez, condus, ca toate celelalte departamente franceze, de către un consiliu general, de 19 membri, ales prin vot universal. Împreună cu Guadelupa și Martinica departamentele formează Departamentele franceze din America (franceză Départements français d'Amérique). De asemenea, Guyana Franceză este una dintre cele 7 regiuni ultraperiferice ale Uniunii Europene, fiind cea mai mare dintre acestea, singura neinsulară și totodată o regiune cu unele dintre cele mai lungi frontiere ale UE. Din 2003, în urma unei reforme constituționale, Guyana Franceză a devenit o regiune, cu aceleași puteri cu ale unei regiuni franceze, formată dintr-un singur departament și condusă de un consiliu regional format din 34 de membri.
Reprezentantul guvernului francez este prefectul, bazat în reședința Guyanei, Cayenne. Guyana are 3 posturi în Parlamentul Franței, 2 de deputat și 1 de senator. De asemenea, ca regiune ultraperiferică locuitorii participă la alegerile pentru Parlamentul European în cadrul circumscripției electorale Franța de peste mări.
Guyana este subdivizată administrativ asemenea celorlalte departamente franceze în 2 arondismente, 19 cantoane și 22 comune.

## Demografie

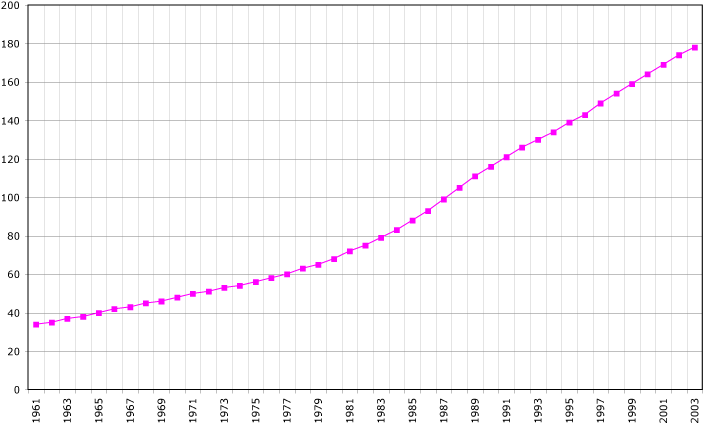
Evoluția demografică a Guyanei Franceze

Conform estimărilor, populația Guyanei Franceze era de 199.500 persoane în iulie 2006, înregistrând o puternică creștere față de recensământul din 1999 când se înregistrau 157.000 persoane. Populația este tânără, în 1999 43,3 % din populație având sub 20 ani. Conform prognozelor, se estimează că în 2030 populația Guyanei Franceze va depăși 425.000 de persoane, datorită de asemenea și unei puternice imigrații, deseori clandestine și în special din țările limitrofe: Brazilia, Surinam, Haiti, Guyana. Atractivitatea regiunii se datorează rezervelor de aur, a unui sistem de sănătate performant, a unui sistem educațional avansat și de salarii mult mai atractive decât cele oferite în regiune.
Datorită numărului mare de imigranți este greu de cunoscut populația exactă, iar datorită sistemului francez, care nu ține cont de etnie la efectuarea recensămintelor, datele despre compoziția etnică sunt doar aproximative. Se estimează la peste 80 numărul naționalităților diferite ale indivizilor ce locuiesc în Guyana, iar în ceea ce privește apartenența etnică principalele grupuri sunt:
- creolii guyanezi[1], reprezintă aproximativ 40% din populație. Ei sunt descendenți ai sclavilor africani, ce s-au amestecat cu populația europeană sau cu cea indigenă;
- creolii originari din alte zone ale Americii, Haiti, Brazilia, Surinam, Guyana, reprezintă aproximativ 20% din populație;
- europenii, în principal originari din Franța metropolitană reprezintă aproximativ 12% din populație;
- numeroase triburi amerindiene locuiesc în partea de sud a regiunii, cele mai importante triburi fiind: Arawak, Palikour, Kali'na, Wayana, Wayampi și Emerillons. Reprezintă cam 3% din populație, sau 4.500 persoane;
- Triburile de negri
- Marron: Saramaca, Paramaca, Boni și Ndjuka. Sunt descendenți ai sclavilor africani, ce s-au refugiat în pădurile tropicale unde au format societăți tribale similare celor africane. Numărul lor este estimat la aproximativ 4.000 persoane;
- H'mongii, sosiți în 1977, reprezintă aproximativ 2.000 persoane, sunt o populație originară din sudul Chinei, refugiați în țările Asiei de sud-vest, unde au obținut statutul de refugiați politici și au fost deplasați în diverse state, printre care și aici;
- restul populației este formată din chinezi, libanezi, indieni, indonezieni și peruvieni.

Religia predominantă este catolicismul, cu excepția triburilor amerindiene și triburilor marron care și-au păstrat credințele. Estimarea populației acestora din urmă este dificilă datorită caracterului nesedentar al modului lor de viață. Arealul lor nu respectă granițele actuale între state, ei fiind într-o continuă mișcare în funcție de nevoile lor economice. Problema amerindienilor este una foarte delicată, afluxul mare de imigranți clandestini distrugându-le și mai mult modul de viață tradițional.

## Economie
Guyana Franceză este puternic dependentă de subvențiile venite din partea Franței. Principala industrie este pescuitul (cu aproximativ trei sferturi din exporturi), mineritul în principal după aur și industria forestieră. Este foarte puțină industrie, existând în principal mici uzine de prelucrare a bunurilor agricole sau a lemnului, iar agricultura este subdezvoltată datorită lipsei de suprafețe cultivabile și datorită mediului tropical ce nu permite anumite culturi, cele mai importante fiind trestia de zahăr, orezul și maniocul. Turismul, în special eco-turismul, a început să se dezvolte în ultima perioadă. Șomajul este o mare problemă, fiind aproximativ între 20% și 30%.
Centrul Spațial European de la Kourou contribuie cu aproximativ 25% din Produsul Intern Brut și angajează aproximativ 1.700 de persoane. Este operațional din 1968 și este unul dintre cele mai bine poziționate centre de lansare a rachetelor, fiind situat în apropierea Ecuatorului, la 5°3' latitudine nordică, iar direcția optimală de lansare este în direcția mării. Centrul este baza de lansare a Agenției Spațiale Europene, a programului spațial francez și a companiei comerciale Arianespace.

## Cultura
Principalele atracții ale Guyanei Franceze sunt jungla tropicală, în care a început să se dezvolte ecoturismul. În secolul XIX numeroase triburi amerindiene au migrat spre această regiune în urma persecuțiilor coloniștilor din celelalte regiuni ale Americii de Sud. Acest lucru a contribuit la o bogăție culturală excepțională a acestui mediu, unul dintre ultimele vestigii vii ale culturilor precolumbiene amazoniene. Un alt lucru important în Guiana Franceză sunt vestigiile penitenciarelor de muncă forțată, în special cele din insulele din largul coastei, multe dintre ele găzduind deținuți notorii. În orașele de coastă, populația este similară celei din celelate insule caraibiene, existând și aici simbioza creolă între cultura europeană și cea africană. Carnavalul din Guyana Franceză, desfășurat anual din ianuarie până în februarie este unul dintre evenimentele importante ale regiunii.